# 九州標識
株式会社九州標識（きゅうしゅうひょうしき、英: Kyushu Hyoshiki Corporation）は、道路標識・道路標示の製造・販売、道路施設工事などを行う企業である。
本社は福岡県飯塚市伊川に置かれている。

## 沿革
- 1975年8月 - 東原産業株式会社と日本道路興業株式会社の合弁により設立。
- 1993年9月 - 九州標識興業株式会社と東原産業株式会社福岡工場を合併、商号を「株式会社九州標識」と改める。

## 事業所
- 本社
  - 福岡県飯塚市伊川294

## 事業内容
- 道路標識・道路標示・道路情報板等の製造・販売、道路施設工事